# Norra Sandby
Norra Sandby är kyrkby i Norra Sandby socken i Hässleholms kommun i Skåne, belägen intill länsväg 119 cirka 15 kilometer nordost om Hässleholm. Från 2015 avgränsar SCB här en småort.

## Historia
Sandby kungsgård omtalas redan under medeltiden och tillhörde då domkapitlet i Lund. Vid reformationen 1536 indrogs gården till danska kronan och gavs sedan som förläning till förtjänta adelsmän. Den mest ryktbare var Steen Clausen Bille (född 1527). 1565 brände svenska trupper ned Sandby under det nordiska sjuårskriget.
Sandby innehades sedan av riddaren Reinholt von Boyneburg, som tillhörde en urgammal tysk adelsätt. Han avled 1601 och blev begravd i den gamla sockenkyrkan. När denna revs på 1860-talet flyttades hans präktiga renässansgravsten, på vilken han avbildats i naturlig storlek iklädd rustning, och den står nu vid ingången till den nya kyrkan.
1615 skänkte Kristian IV Sandby till Anders Sinclair, som några år senare grundlade sin sätesgård Sinclairsholm i närheten. Han var en skotsk högadelsman, som bosatt sig i Danmark i samband med att prinsessan Anna, Kristian IV:s syster, 1589 ingick äktenskap med kung Jakob VI av Skottland (från 1603 även engelsk kung under namnet Jakob I).
1886 ändrades namnet på orten från Sandby till Norra Sandby.

## Samhället
Husen och gårdarna är till stor del samlade kring den gamla byavägen.
Norra Sandby kyrka byggdes på 1860-talet som en ersättning för en medeltida föregångare. I den västra delen av byn finns det gamla fattighuset från 1800-talet. Äldsta nuvarande gården är Sandby kungsgård från 1606. Denna uppfördes ursprungligen som en försvarsanläggning.
I norra delen av samhället finns småskalig ägarstruktur, medan södra delen av området utgörs av öppen odlingsmark med vidsträckta åkrar.

## Tigeröra Musikfest
I utkanten av Norra Sandby har Tigeröra Musikfest anordnats två gånger, i augusti 2006 och 2007. Exempel på medverkande artister var Billie the Vision and the Dancers, Christian Kjellvander, Dan Hylander, Edith Söderström och Kristoffer Jonzon. Arrangör av musikfesten var Valdemar ”Valle” Westesson.

## Kända personer
- Ingvar Andersson, författare och medlem av Svenska Akademien
- Anton Nilson, "Amaltheamannen"